# パシフィック・トライネイションズ
パシフィック・トライネイションズ (英語: Pacific Tri-Nations) は、かつて存在したラグビーの国際大会である。

## 概要
1982年に第1回大会が開催され毎年行われていた。参加チームはフィジー・トンガ・サモア（1997年までは西サモア）で総当たり戦であった。1992年-1994年の優勝チームには翌年のスーパー10（スーパーラグビーの前身大会）への出場権が与えられた。
2000年にはホーム・アンド・アウェー方式となり、シックス・ネイションズ、トライネイションズに次ぐ国際リーグ戦となった。2003年はW杯のため行われず、2005年は2007年W杯予選を兼ねて行った。2006年よりIRBパシフィック・ファイブ・ネイションズ（現ワールドラグビーパシフィックネイションズカップ）開催のため発展的解消された。

## 歴代優勝国
- 1982 -  西サモア
- 1983 -  フィジー
- 1984 -  西サモア
- 1985 -  フィジー
- 1986 -  フィジー
- 1987 -  西サモア
- 1988 -  西サモア
- 1989 -  西サモア
- 1990 -  トンガ
- 1991 -  西サモア
- 1992 -  西サモア
- 1993 -  西サモア
- 1994 -  トンガ
- 1995 -  フィジー
- 1996 -  フィジー
- 1997 -  西サモア
- 1998 -  フィジー
- 1999 -  フィジー
- 2000 -  サモア
- 2001 -  サモア
- 2002 -  フィジー
- 2003 - W杯のため行われず
- 2004 -  フィジー
- 2005 -  サモア